# Sterninae
Sternini, Sternidae
Sous-famille
Les Sterninae sont une sous-famille d'oiseaux aquatiques de la famille des Laridae. Ce même taxon était la tribu Sternini dans la classification de Sibley. Ses oiseaux sont des sternes, guifettes, noddis et gygis.

## Description
Les Sterninae sont des oiseaux aquatiques de taille petite à moyenne (de 20 à 56 cm), élancés et gracieux, à la longue queue fourchue (d'où leur surnom d’hirondelles de mer) ; les espèces, pour la plupart, sont grises dessus avec une calotte noire, et blanches dessous.

## Habitats et répartition
Ils sont cosmopolites, typiquement marins, côtiers ou pélagiques ; quelques espèces vivent sur les eaux de l'intérieur des terres. De tous les oiseaux et sûrement de tout le règne animal, la Sterne arctique est celui qui effectue le plus long trajet migratoire.

## Position systématique
Appartenant initialement à l'ordre des Charadriiformes, lui-même inclus dans l'immense ordre des Ciconiiformes de la classification de Sibley & Monroe, l'ancienne famille des sternidés (ou Sternidae) a été intégrée aux laridés, devenant la tribu des Sternini, incluse dans la sous-famille des larinés.
Toutefois, les dernières études génétiques (Baker et al., 2007) montrent que le genre Rynchops (i.e. la sous-famille Rynchopinae) et les Sterninae ne sont pas des taxons monophylétiques. Au contraire, ils sont intégrés (et mélangés) dans un clade avec les Larinae. Il n'est donc pas possible de les séparer en familles Rynchopidae et Sternidae sans rendre la famille des Laridae paraphylétique.

## Liste des espèces
D'après la classification de référence (version 14.1, 202) du Congrès ornithologique international (ordre phylogénique) :

## Galerie de photos

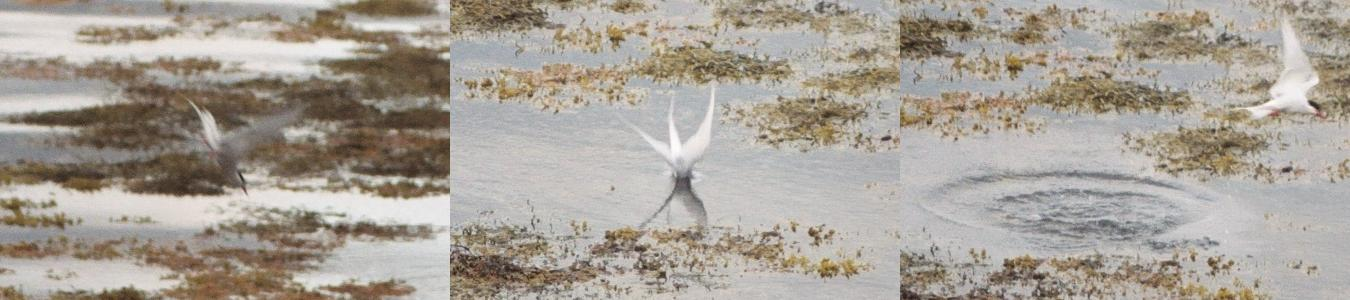
Sterne arctique en train de pêcher

### Famille Sternidae
- (fr) Oiseaux.net : Sternidae
- (fr + en) CITES : famille Sternidae  (sur le site de l’UNEP-WCMC)

### Sous-famille Sterninae
- (en) Zoonomen Nomenclature Resource (Alan P. Peterson) : Sterninae  dans Charadriiformes
- (en) Fauna Europaea : Sterninae (consulté le 20 mars 2023)
- (en) Paleobiology Database : Sterninae  Bonaparte 1838
- (en) Animal Diversity Web : Sterninae